# Смољинац
Смољинац је насеље у Србији у општини Мало Црниће у Браничевском округу. Према попису из 2022. било је 1199 становника.
Указом Краља од 30. априла 1924. године насеље је добило статус варошице.
Овде се налази Црква Светих Петозарних мученика у Смољинцу. Песник Никола Ђорић је рођен у Смољинцу.

## Демографија
У насељу Смољинац живи 1469 пунолетних становника, а просечна старост становништва износи 41,4 година (39,1 код мушкараца и 43,7 код жена). У насељу има 500 домаћинстава, а просечан број чланова по домаћинству је 3,75.
Ово насеље је великим делом насељено Србима (према попису из 2002. године), а у последња три пописа, примећен је пад у броју становника.
|  |

| Демографија | Демографија | Демографија |
| Година      | Становника  | Становника  |
| ----------- | ----------- | ----------- |
| 1948.       | 3.108       |             |
| 1953.       | 3.219       |             |
| 1961.       | 3.110       |             |
| 1971.       | 3.043       |             |
| 1981.       | 2.955       |             |
| 1991.       | 2.753       | 2.170       |
| 2002.       | 1.873       | 2.649       |
| 2011.       | 1.462       |             |

| Етнички састав према попису из 2002.‍ | Етнички састав према попису из 2002.‍ | Етнички састав према попису из 2002.‍ | Етнички састав према попису из 2002.‍ | Етнички састав према попису из 2002.‍ |
| ------------------------------------ | ------------------------------------ | ------------------------------------ | ------------------------------------ | ------------------------------------ |
|                                      |                                      |                                      |                                      |                                      |
| Срби                                 | Срби                                 |                                      | 1.849                                | 98,71%                               |
| Македонци                            | Македонци                            |                                      | 6                                    | 0,32%                                |
| Румуни                               | Румуни                               |                                      | 4                                    | 0,21%                                |
| Хрвати                               | Хрвати                               |                                      | 1                                    | 0,05%                                |
| Словенци                             | Словенци                             |                                      | 1                                    | 0,05%                                |
| Муслимани                            | Муслимани                            |                                      | 1                                    | 0,05%                                |
| непознато                            | непознато                            |                                      | 9                                    | 0,48%                                |

| Година пописа     | 1948. | 1953. | 1961. | 1971. | 1981. | 1991. | 2002. |
| ----------------- | ----- | ----- | ----- | ----- | ----- | ----- | ----- |
| Број домаћинстава | 654   | 675   | 679   | 637   | 600   | 551   | 500   |

| Број чланова      | 1  | 2  | 3  | 4  | 5  | 6  | 7  | 8  | 9 | 10 и више | Просек |
| ----------------- | -- | -- | -- | -- | -- | -- | -- | -- | - | --------- | ------ |
| Број домаћинстава | 80 | 84 | 58 | 95 | 78 | 68 | 24 | 12 | 1 | 0         | 3,75   |

| Пол    | Укупно | Неожењен/Неудата | Ожењен/Удата | Удовац/Удовица | Разведен/Разведена | Непознато |
| ------ | ------ | ---------------- | ------------ | -------------- | ------------------ | --------- |
| Мушки  | 743    | 157              | 504          | 53             | 26                 | 3         |
| Женски | 799    | 74               | 528          | 172            | 22                 | 3         |
| УКУПНО | 1.542  | 231              | 1.032        | 225            | 48                 | 6         |

| Пол    | Укупно                    | Пољопривреда, лов и шумарство | Рибарство                            | Вађење руде и камена | Прерађивачка индустрија       |
| ------ | ------------------------- | ----------------------------- | ------------------------------------ | -------------------- | ----------------------------- |
| Мушки  | 472                       | 402                           | 0                                    | 1                    | 9                             |
| Женски | 334                       | 294                           | 0                                    | 0                    | 1                             |
| УКУПНО | 806                       | 696                           | 0                                    | 1                    | 10                            |
| Пол    | Производња и снабдевање   | Грађевинарство                | Трговина                             | Хотели и ресторани   | Саобраћај, складиштење и везе |
| Мушки  | 0                         | 9                             | 13                                   | 8                    | 8                             |
| Женски | 0                         | 0                             | 9                                    | 6                    | 1                             |
| УКУПНО | 0                         | 9                             | 22                                   | 14                   | 9                             |
| Пол    | Финансијско посредовање   | Некретнине                    | Државна управа и одбрана             | Образовање           | Здравствени и социјални рад   |
| Мушки  | 0                         | 3                             | 6                                    | 4                    | 1                             |
| Женски | 0                         | 0                             | 3                                    | 7                    | 10                            |
| УКУПНО | 0                         | 3                             | 9                                    | 11                   | 11                            |
| Пол    | Остале услужне активности | Приватна домаћинства          | Екстериторијалне организације и тела | Непознато            | Непознато                     |
| Мушки  | 3                         | 0                             | 0                                    | 5                    | 5                             |
| Женски | 2                         | 0                             | 0                                    | 1                    | 1                             |
| УКУПНО | 5                         | 0                             | 0                                    | 6                    | 6                             |